# Common Ground
Common Ground (1983) è un disco di Richie Havens prodotto da Pino Daniele.

## Il Disco
L'album seguì l'LP Bella 'mbriana prodotto dallo stesso Daniele un anno prima.
L'etichetta è la EMI Bagaria e venne istituita da Pino Daniele nel 1982. Il singolo di lancio Gay Cavalier è un duetto tra Pino Daniele e Richie Havens e venne scritto dagli stessi artisti con la collaborazione di Rafael e Wood. Pino Daniele compare come autore di musica o testi in 6 dei 9 brani dell'LP e canta solo nel suddetto brano in lingua napoletana, intervenendo nel ritornello del pezzo alternandosi con il cantante statunitense. Il disco vide la partecipazione di diversi collaboratori al tempo abituali di Pino Daniele: Joe Amoruso alle tastiere, Mel Collins al sax, Jeremy Meek al basso, Tullio De Piscopo alla batteria e Enzo Avitabile al flauto. Completano il team di musicisti Danny Cummings alle percussioni e Kelvin Bullen alle chitarre insieme ovviamente allo stesso Daniele. Ai cori oltre a Pino Daniele compaiono Linda Wesley (già con Avitabile in Meglio Soul) e Jennifer Lessing. Il produttore esecutivo fu lo stesso dei dischi di Pino dei primi anni '80 vale a dire Willy David. Nel disco anche un brano (Dear John) dedicato a John Lennon. L'album fu registrato agli Stone Castle Studios di Carimate (Como). Ad oggi (2021) l'album non è stato mai stampato su supporto cd.

## Tracce

### Lato A
1. Death At An Early Age (Chansky)
2. Gay Cavalier feat. Pino Daniele (Rafael/Wood/Daniele/Havens)
3. Lay Ye Down Boys (Laubett/Merryt Melloy)
4. This Is The Hour (Havens/Daniele)
5. Stand Up (Daniele/Bullen)

### Lato B
1. Dear John (M. Yeston)
2. Leave Well Enough Alone (Havens/Daniele)
3. Moonlight Rain (Havens/Daniele)
4. Things Must Change (Havens/Daniele)

## Musicisti[1]
- Richie Havens - canto, arrangiamenti
- Pino Daniele - arrangiamenti, arrangiamenti (tastiere), cori (traccia 2), chitarre
- Allan Goldberg - collaboratore agli arrangiamenti
- Joe Amoruso - arrangiamenti (tastiere), tastiere
- Jennifer Lessing - cori
- Linda Wesley - cori
- Jeremy Meek - basso
- Tullio De Piscopo - batteria
- Enzo Avitabile - flauto
- Kelvin Bullen - chitarre
- Aldo Banfi - programmatore synclavier
- Danny Cummings - percussioni
- Mel Collins - sassofono

## Crediti tecnici[1]
- Arnold David Clapman, David Anson Russo, Richie Havens - design dell'album, progettazione dell'artwork di copertina
- Arnold David Clapman - dipinto di copertina
- Allan Goldberg - ingegnere del suono
- Nick Lovallo - assistente ingegnere del suono
- Isabella Santori, Willy David - produttori esecutivi
- Ciro Massaro - fotografia
- Pino Daniele, Richie Havens - produttori